# Großsteingrab Carmzow
Das Großsteingrab Carmzow ist eine megalithische Grabanlage der jungsteinzeitlichen Trichterbecherkultur bei Carmzow, einem Ortsteil von Carmzow-Wallmow im Landkreis Uckermark (Brandenburg). Es trägt die Sprockhoff-Nummer 459.

## Lage
Das Grab befindet sich etwa 2,5 km südsüdwestlich von Carmzow auf einem Feld und ist nicht direkt über eine Straße oder einen Weg zugänglich.

## Beschreibung
Bedingt durch eine Raubgrabung erfolgte 1956 eine Dokumentation des Grabes und eine Notbergung der Funde durch Hermanfrid Schubart. Die Anlage besitzt eine Hügelschüttung und eine vermutlich ursprünglich mit Rollsteinen ummantelte, nord-südlich orientierte Grabkammer. Die Kammer liegt etwas südöstlich der Hügelmitte. Sie hat eine Länge von 2,4 m und eine Breite von 1,1 m. Im Süden schließt sich ein 0,5 m breiter Vorraum an. Die Kammer besitzt neun schmale Wandplatten: drei an der westlichen Langseite, vier an der östlichen Langseite, eine Abschlussplatte an der nördlichen Schmalseite sowie einen Schwellenstein, der an der Südseite den Eingang markiert. Von den Decksteinen ist nur noch einer erhalten, der ins Innere der Kammer gestürzt ist. Die Zwischenräume der Platten waren mit Zwickelmauerwerk verfüllt. Aufgrund ihrer recht geringen Maße und der recht kleinen Wandplatten wurde die Grabkammer in der Fachliteratur unterschiedlich klassifiziert: Ewald Schuldt ordnete sie als erweiterten Dolmen ein, Hans-Jürgen Beier als erweiterten Dolmen oder Rampenkiste und Eberhard Kirsch als große Steinkiste.
Aus der Kammer wurden menschliche Skelettreste geborgen, die sich mindestens zwei Individuen zuordnen lassen. Weitere Knochen stammen vom Wildschwein. Tierknochen aus einem Fuchsbau sind modernen Datums.
An Grabbeigaben wurden mehrere Keramikscherben gefunden. Einige ließen sich zu einem hochschultrigen Gefäß mit trichterförmigem Rand rekonstruieren. Weiterhin wurden eine Randscherbe mit waagerechter Fingertupfenleiste und mehrere atypische Scherben geborgen. Diese Funde lassen sich der Kugelamphoren-Kultur und der jüngeren nordischen Trichterbecherkultur zuordnen. Weitere Scherben konnten zu einem Becher der endneolithischen Einzelgrabkultur mit waagerechter Rillenverzierung rekonstruiert werden. Die Funde befinden sich heute in der Sammlung der Universität Greifswald.